# (9584) Louchheim
(9584) Louchheim es un asteroide perteneciente al cinturón de asteroides, región del sistema solar que se encuentra entre las órbitas de Marte y Júpiter.
Fue descubierto el 25 de julio de 1990 por Henry E. Holt desde el observatorio Palomar.

## Designación y nombre
Designado provisionalmente como 1990 OL4. Fue nombrado por Thomas Louchheim (nacido en 1957), de Tucson, Arizona, quien ha sido un consejero muy respetado por cientos de familias del área de Tucson. Activo en la educación infantil, la filosofía optimista de Louchheim ha iluminado las vidas de muchos jóvenes.

## Características orbitales
Louchheim está situado a una distancia media del Sol de 2,421 ua, pudiendo alejarse hasta 2,986 ua y acercarse hasta 1,856 ua. Su excentricidad es 0,233 y la inclinación orbital 6,209 grados. Emplea 1375,86 días en completar una órbita alrededor del Sol.

## Características físicas
La magnitud absoluta de Louchheim es 14,34.